# 猿も木から落ちる
| ウィキペディアには「猿も木から落ちる」という見出しの百科事典記事はありません（タイトルに「猿も木から落ちる」を含むページの一覧/「猿も木から落ちる」で始まるページの一覧）。 代わりにウィクショナリーのページ「猿も木から落ちる」が役に立つかもしれません。 |